# Регбо, Тоби
Тоби Финн Регбо (англ. Toby Finn Regbo) — английский актёр, наиболее известный по роли Франциска II в сериале «Царство».

## Биография
Тоби родился 18 октября 1991 года в обычной семье в Хаммерсмите (Лондон, Англия). Его отец норвежского происхождения. Регбо — это выдуманное имя, выбранное предками отца, чтобы заменить норвежское имя Хансон. Его мать — дочь итальянца, капитана корабля, и австралийской балерины — родилась и выросла в Лондоне. Учился Latymer Upper School в Западном Лондоне. Его актёрское мастерство проявилось после участия в школьной пьесе.

## Карьера
На телевидении Тоби дебютировал в 2006 году с небольшой роли, снявшись в фильме «Испытание королевского стрелка Шарпа». В 2007 году сыграл американского подростка Чада Тернера в одном из эпизодов серии детских фантастический приключений BBC.
Через 2 года Тоби получил первую роль на «большом» экране — в военной мелодраме «1939», режиссёром которой был Стивен Поляков. В 2009 году Тоби дебютировал и как театральный актёр на сцене лондонского театра Ройал-Корт в роли Элиота, в пьесе «Клык» по сценарию Полли Стенхам. Далее последовала крупная работа — роль в научно-фантастической драме Господин Никто, премьера которой состоялась 12 сентября 2009 года. Где он сыграл главного персонажа — Немо Никто в подростковом возрасте.
Тоби сыграл молодого Альбуса Дамблдора в «Гарри Поттер и Дары Смерти». В 2011 году сыграл главную роль в фильме «Однажды эта боль принесет тебе пользу». В 2012 году сыграл главную роль в фильме «Остров сокровищ». С 2013 года играет одну из главных ролей (Франциск II) в американском сериале «Царство». В 2017 году присоединился к составу сериала «Последнее королевство».

## Критика
Г-н Никто
Известный кинокритик Эрик Лавалье на международном кинофестивале в 2009 году в Торонто назвал Тоби одним из «10 открытий года». Он отметил, что «Новичок Тоби Регбо смог легко стать самым „живым“ персонажем Г-на Никто играя в паре с Джуно Темпл-Их уникальный любовный роман-романтическая часть фильма они сыграли лучше чем написано в романе».
Бойд ван Хоейдж хвалил пару Тоби и Джуно, говоря о Регбо, как о подростковом Немо, и о Джуно, как о юной Анне, что их яркая игра впечатляет.
Клык
Его изображение Элиота В пьесе «Клык» получило похвалу от широкого круга театральных критиков. Майкл Беллингтон из The Guardian назвал его «удивительным актером». Роберт Tanitch от Morning Star похвалил «внушительное выступление» Тоби и Бел Паули, и предсказал, что «Клык» должен собирать из-за них аншлаги.

## Фильмография
| Год       |     | Русское название                                  | Оригинальное название                        | Роль                                                   |
| --------- | --- | ------------------------------------------------- | -------------------------------------------- | ------------------------------------------------------ |
| 2006      | тф  | Испытание королевского стрелка Шарпа              | Sharpe's Challenge                           | энсин                                                  |
| 2007      | с   | Секретные агенты                                  | M.I.High                                     | Чад Тёрнер                                             |
| 2009      | ф   | Господин Никто                                    | Mr. Nobody                                   | Немо в 15 лет                                          |
| 2009      | ф   | 1939                                              | Glorious 39                                  | Майкл                                                  |
| 2010      | ф   | Гарри Поттер и Дары Смерти. Часть 1               | Harry Potter and the Deathly Hallows: Part 1 | молодой Альбус Дамблдор                                |
| 2011      | ф   |                                                   | Kiss & Cry                                   | рассказчик                                             |
| 2011      | ф   | Один день                                         | One Day                                      | Сэмюэл Коуп                                            |
| 2011      | ф   | Однажды эта боль принесёт тебе пользу             | Someday This Pain Will Be Useful to You      | Джеймс Свек                                            |
| 2012      | тф  | Остров сокровищ                                   | Treasure Island                              | Джим Хокинс                                            |
| 2012      | ф   | Городок                                           | The Town                                     | Гарри                                                  |
| 2013      | ф   | Ты хочешь, чтобы я его убил?                      | uwantme2killhim?                             | Джон                                                   |
| 2013      | кор | Сердце неизвестности                              | Heart of Nowhere                             | Люк                                                    |
| 2013—2017 | с   | Царство                                           | Reign                                        | Франциск II                                            |
| 2017—2020 | с   | Последнее королевство                             | The Last Kingdom                             | Этельред                                               |
| 2018      | ф   | Фантастические твари: Преступления Грин-де-Вальда | Fantastic Beasts: The Crimes of Grindelwald  | молодой Альбус Дамблдор                                |
| 2019      | с   | Медичи: Великолепный                              | Medici: The Magnificent                      | Томмазо Перуцци                                        |
| 2022      | с   | Открытие ведьм                                    | A Discovery of Witches                       | Джек                                                   |
| 2024      | с   | Белгравия: Следующая глава                        | Belgravia: The Next Chapter                  | Преподобный Джеймс Тренчард / Reverend James Trenchard |